# Place Jouffroy-d'Abbans
La place Jouffroy d'Abbans est une place de Besançon, dans le département du Doubs (région Bourgogne-Franche-Comté).

## Situation et accès
La place est située dans le quartier Battant, proche du centre-ville, au débouché, sur la rive droite du Doubs, du Pont Battant. Toutes les rues de ce quartier convergent vers la place qui constitue le parvis de l'église de la Madeleine.
La place est au croisement du Pont Battant, du quai Veil-Picard, de la rue d'Arènes, de la rue Battant, du quai de Strasbourg, et de la rue de la Madeleine.
On y trouve un bar-brasserie et un magasin de prêt à porter.
Les lignes 2, 5, 31 et 32 du réseau de transport Ginko passent sur la place
- Place de la Révolution
- Place Victor-Hugo
- Esplanade des Droits-de-l'Homme
- Place Jean-Cornet
- Place du Huit-Septembre

## Origine du nom
La place porte le nom du marquis Claude François de Jouffroy d'Abbans, constructeur des premiers bateaux à vapeur qu'il testa, pour la première fois, sur le Doubs à Baume-les-Dames.

## Historique
Le quartier Battant est le premier à s'être développé au Moyen Âge hors de l'agglomération auquel il était déjà relié par le pont Battant d'origine gallo-romaine.
Avant la construction de l'église de la Madeleine, la place était plus vaste. Elle se nommait précédemment place du Pilori car c'est ici que l'on exposait les condamnés au moyen de cet instrument.
Au XVIe siècle, une fontaine dite du pilori, alimentée par les eaux en provenance du quartier de Bregille, est érigée au carrefour des rues de Battant, d'Arènes et de Charmont.

La fontaine, dite de la Madeleine, est construite en 1884 suivant les plans de l'architecte Saint-Ginest. La place prend sa dénomination actuelle également en 1884. Installée dans un angle de la place, elle reçoit en son centre une statue en bronze du marquis de Jouffroy d'Abbans. La statue et les bas-reliefs sont envoyés à la fonte en 1941 sur ordre de l'occupant allemand. En 1946, c'est une œuvre en béton de Jean Jegou qui la remplace. Cette dernière est transférée en 1951 avenue d'Helvétie. La fontaine est ensuite déconstruite.

## Bâtiments remarquables et lieux de mémoire
- Une statue en bronze de Jouffroy d'Abbans surmontant une fontaine est inaugurée ici le 17 août 1884 en présence du sous-ministre de la marine Félix Faure[5] et de Ferdinand de Lesseps. Elle est fondue durant l'occupation allemande et remplacée en 1946 par une autre, œuvre de Jean Jégou. Cette dernière et le piédestal originel sont transférés en 1951 avenue d'Helvétie à quelques centaines de mètres de là. La fontaine est déconstruite.
- Église de la Madeleine.
- Les bâtiments de la place sont parmi les plus beaux de la ville, ils sont protégés.

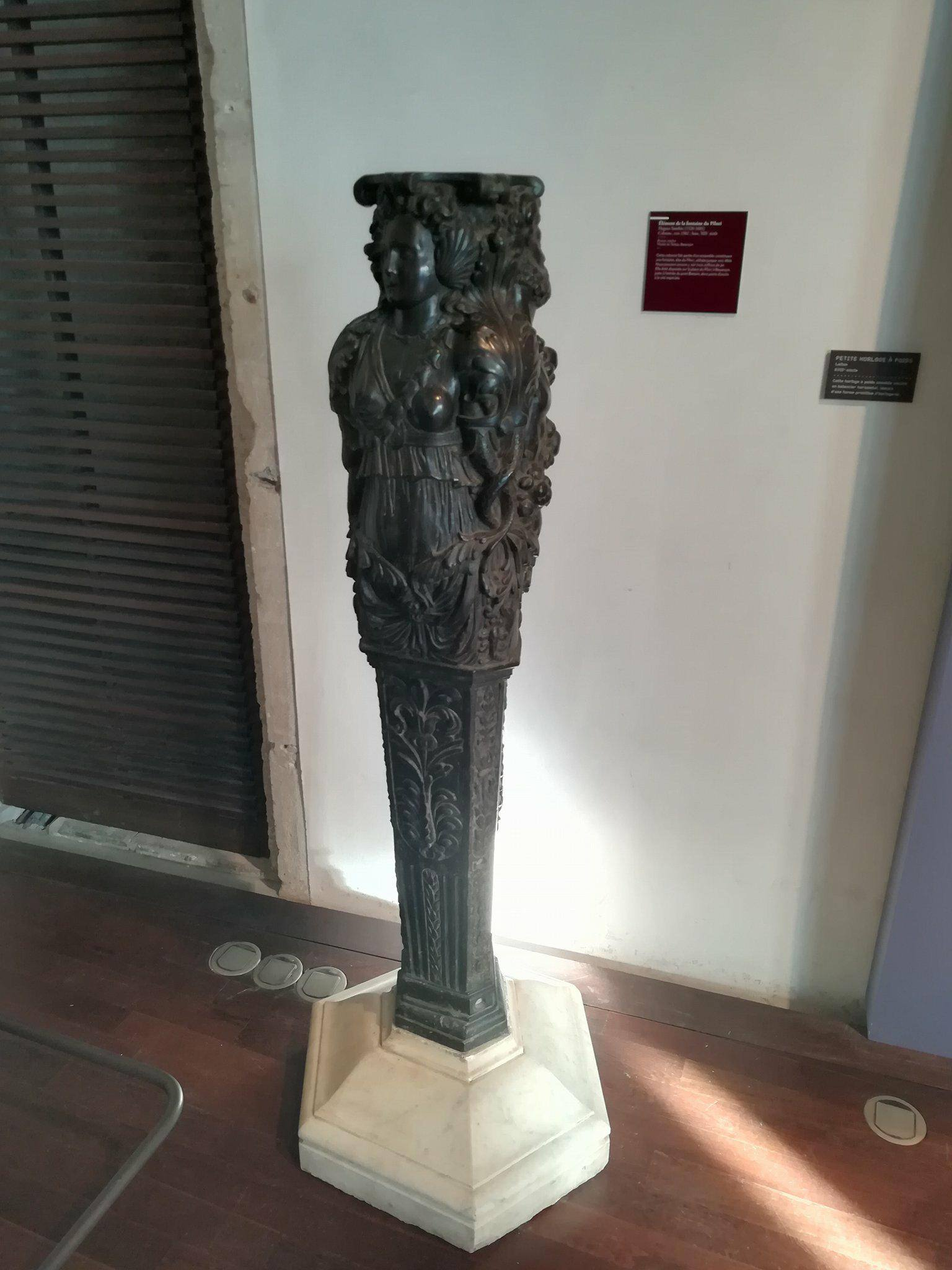
Élément de la fontaine du pilori
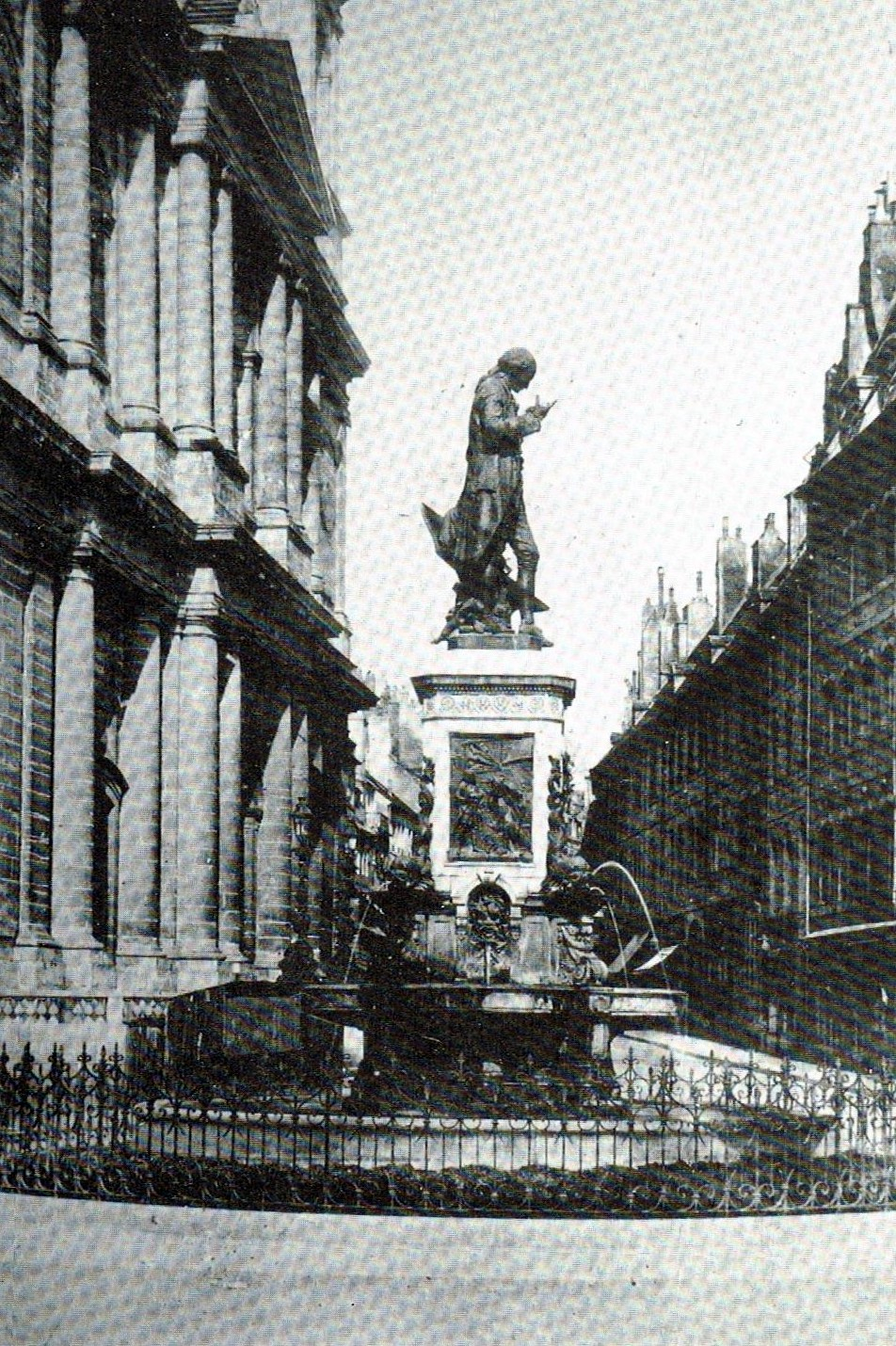
Fontaine de la Madeleine